# 五匹青
五匹青（学名：Pternopetalum vulgare）为伞形科囊瓣芹属的植物。分布在中国大陆的贵州、云南、湖北、四川、湖南等地，生长于海拔1,400米至3,500米的地区，多生长于沟边、山谷和林下荫蔽湿润处。

## 变种
- 多叶五匹青（学名：Pternopetalum vulgare var. foliosum）是伞形科囊瓣芹属五匹青的变种。分布于中国大陆的云南等地，生长于海拔2,500米的地区，多生于山坡阴湿处。
- 毛叶五匹青（学名：Pternopetalum vulgare var. strigosum）是伞形科囊瓣芹属五匹青的变种。分布于中国大陆的四川等地，生长于海拔1,900米至2,500米的地区，多生长于林下和阴湿草丛中。
- 尖叶五匹青（学名：Pternopetalum vulgare var. acuminatum）为伞形科囊瓣芹属五匹青的变种。分布在中国大陆的四川、云南、陕西等地，生长于海拔1,300米至1,600米的地区，多生长于河沟边、林下及荫湿的坡地上。